# Eurocement
Eurocement est une entreprise russe de matériaux de construction, productrice notamment de ciment. Elle est créée en 2002 d'une fusion entre  Rosuglesbit et Shtern-cement.